# Sylvie Pierre-Brossolette
Pour les articles homonymes, voir Brossolette et Pierre-Brossolette.
Sylvie Pierre-Brossolette, née à Paris le 25 mai 1954, est une journaliste française. Rédactrice en chef de l'hebdomadaire Le Point, elle rejoint en janvier 2013 le Conseil supérieur de l'audiovisuel (CSA). En 2022, elle est nommée à la présidence du Haut Conseil à l'égalité entre les femmes et les hommes (HCE), poste dont elle est démise le 16 juillet 2024 « dans l'intérêt du service ».

## Biographie

### Famille
Elle est la fille de Claude Pierre-Brossolette et la petite-fille de Pierre Brossolette.

### Carrière professionnelle
Diplômée de Sciences Po Paris, mention Service Public de 1974, Sylvie Pierre-Brossolette commence sa carrière en 1974 comme chargée de mission pour les relations avec la presse au cabinet de Françoise Giroud, ministre de la Condition féminine. Elle est ensuite conseillère technique de Françoise Giroud au ministère de la Culture jusqu'en 1976. Engagée alors par l'hebdomadaire L'Express, elle y travaille jusqu'en 1996 comme rédactrice en chef adjointe au service politique. Elle rejoint ensuite la radio BFM, puis l'hebdomadaire Le Figaro Magazine dont elle devient rédactrice en chef adjointe. Elle en devient rédactrice en chef France-actualité, avant de rejoindre, en 2007, l'hebdomadaire Le Point comme rédactrice en chef du service politique, succédant à Catherine Pégard, nommée conseillère personnelle du président de la République, Nicolas Sarkozy.
Sylvie Pierre-Brossolette a également été conseillère de l'émission littéraire de La Cinquième puis de France 5[réf. nécessaire]. Elle est membre du club Le Siècle.
S'appuyant sur ses responsabilités au Point, la radio France Info lui demande de succéder à Nicolas Beytout face à Laurent Joffrin, du journal Libération, dans une chronique matinale d'actualité politique.
En 2000, elle coanime sur i>Télé avec un journaliste de la chaîne l'interview d'un homme politique lors de l'émission Sans Interdit.
Elle participe avec Alain Duhamel à l'émission politique de France 2 animée par Arlette Chabot, À vous de juger, jusqu'à l'arrêt de l'émission en avril 2011.

## Mandats

### Conseil supérieur de l'audiovisuel
En 2013, elle rejoint le Conseil supérieur de l'audiovisuel pour un mandat de six ans,.

### Haut Conseil à l'égalité entre les femmes et les hommes
En janvier 2022, elle est nommée par la ministre Élisabeth Moreno à la présidence du Haut Conseil à l'égalité entre les femmes et les hommes (HCE), une instance consultative indépendante.
Mediapart révéle en mai 2024 une lettre datée du 2 janvier 2024 dans laquelle les salariés du secrétariat général du HCE énoncent une longue série de griefs envers Sylvie Pierre-Brossolette. Il lui est reproché « un environnement de travail délétère », sexiste, raciste et homophobe, et « un mal-être collectif » au sein de l’organisation, dont la mission est notamment de « formuler des recommandations pour lutter contre le sexisme, les violences de genre et de promouvoir l’égalité professionnelle ». Le courrier cite huit arrêts de travail et sept départs anticipés en dix-huit mois, imputables à la situation décrite,.
L’équipe dirigeante est notamment accusée d’avoir tenu des « propos violents sur le ton de l’humour contribuant à banaliser et diffuser la culture du viol et à culpabiliser les victimes », des « propos stigmatisants pour les personnes LGBT + réitérés en dépit de mises en garde sur le sujet », ou encore des « propos racistes et islamophobes ». À la suite de cette polémique, elle est alors limogée « dans l'intérêt du service » par un arrêté publié au Journal officiel le 17 juillet 2024 (lendemain de la démission de Gabriel Attal). Elle est remplacée par Bérangère Couillard.

## Distinctions
- Officière de la Légion d'honneur (décret du 31 décembre 2015) (faite chevalier le 28 janvier 2007, puis promue au grade d'officier au titre de « membre du Conseil supérieur de l'audiovisuel, ancienne directrice-adjointe d'un hebdomadaire, ancienne rédactrice en chef d'un quotidien »[11].
- Commandeur de l'ordre national du Mérite (30 novembre 2019) (nommée directement au grade de commandeur au titre de « présidente d'une instance dédiée à l'égalité et à la défense des droits des femmes, ancienne membre du Conseil supérieur de l'audiovisuel ; 42 ans de services »[12].

## Publications
- Le Couple impossible avec Dominique de Montvalon, Paris, Belfond, 1987
- Paroles de présidents : Carnets secrets, Paris, Plon, 1996
- Hors des sentiers battus avec François Bayrou, Paris, Hachette, 1999
- Duels sans interdit, Paris, L'Archipel, 2001